# Куклите
Куклите е връх в Северен Пирин, разположен на Каменишкото странично било. Висок е 2687 метра. Издига се югозападно от връх Зъбът, с който го свързва безименна седловина и северно от връх Голена. Върхът е с недостъпни скалисти западни и северозападни склонове към Беговишки циркус, в подножието им има обширно моренно поле, на места гъсто обрасло с клек. Спускащите се към циркуса Башмандра източни и югоизточни склонове са затревени и значително по-полегати. Изграден е от гранити. В северното му подножие е разположено красивото Беговишко или Кукленско езеро. В основата на върха откъм циркус Башмандра има няколко извора, които заедно с изворите около връх Зъбът дават началото на Средната (Башмандренска) река.
Най-удобен изходен пункт за изкачването на върха е хижа Беговица (Каменица) по пътеки през местността Солището или покрай Беговишкото езеро и седловината между Куклите и Зъбът. Друга удобна пътека тръгва от хижа Пирин през циркус Башмандра и отново достига до седловината между Куклите и Зъбът.
В историографията върхът често се бърка с разположения югоизточно от него връх Кукла (1727 м), където през 1903 година в голямо сражение загива войводата Спиро Петров.